# Tidskriften Opera
Tidskriften Opera  startade 1978 och är Nordens enda specialtidning och kulturtidskrift för opera och musikdramatik. De första åren hette tidskriften Musikdramatik (1978–81), senare Tidskriften Musikdramatik (1981–2002). Upplagan är på cirka 4 000 exemplar med fem nummer per år. Ägare och förlag är Tidskriften Opera ekonomisk förening. Ansvarig utgivare tillika chefredaktör är Sören Tranberg. Tidskriften får sedan 2014 produktionsstöd från Statens kulturråd. Under 2013–15 fick tidskriften även ekonomiskt stöd för marknadsföring av Kjell och Märta Beijers Stiftelse.

## Inriktning, innehåll och läsekrets

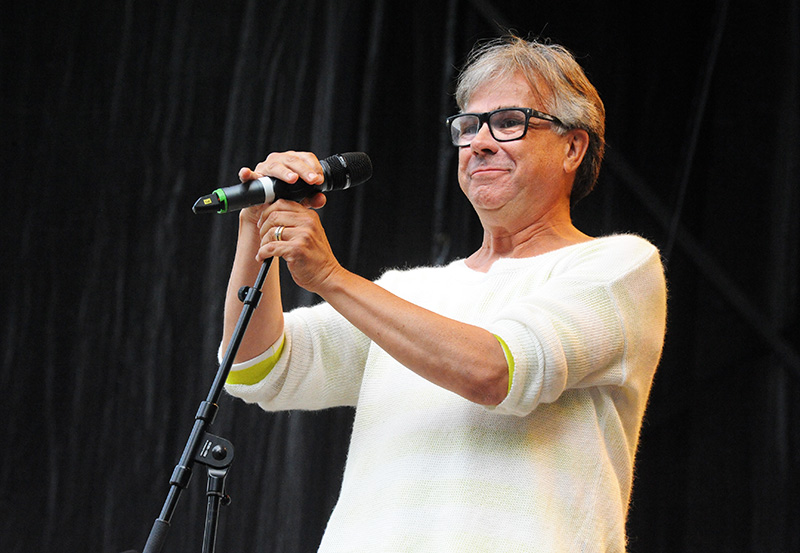
Mikael Samuelson tog emot Operapriset 1991.

Tidskriften vänder sig till både operaentusiaster och till dem med ett mer nyväckt intresse. OPERA står för aktualitet och historia, bredd och fördjupning. Opera innehåller intervjuer, porträtt och essäer. Tidskriften innehåller recensioner av dvd, cd, böcker och operaföreställningar i Sverige, Norden och övriga världen. Tidigare skrev man regelbundet om musikal. Numera är focus på operakonsten.
Läsekretsen för tidskriften kännetecknas av hög utbildningsnivå och en aktiv kulturkonsumtion. Något fler kvinnor än män läser tidskriften. Enligt en egen läsarundersökning är läsvärdet mycket högt liksom läsarnas betyg på tidskriften.

## Operapriset

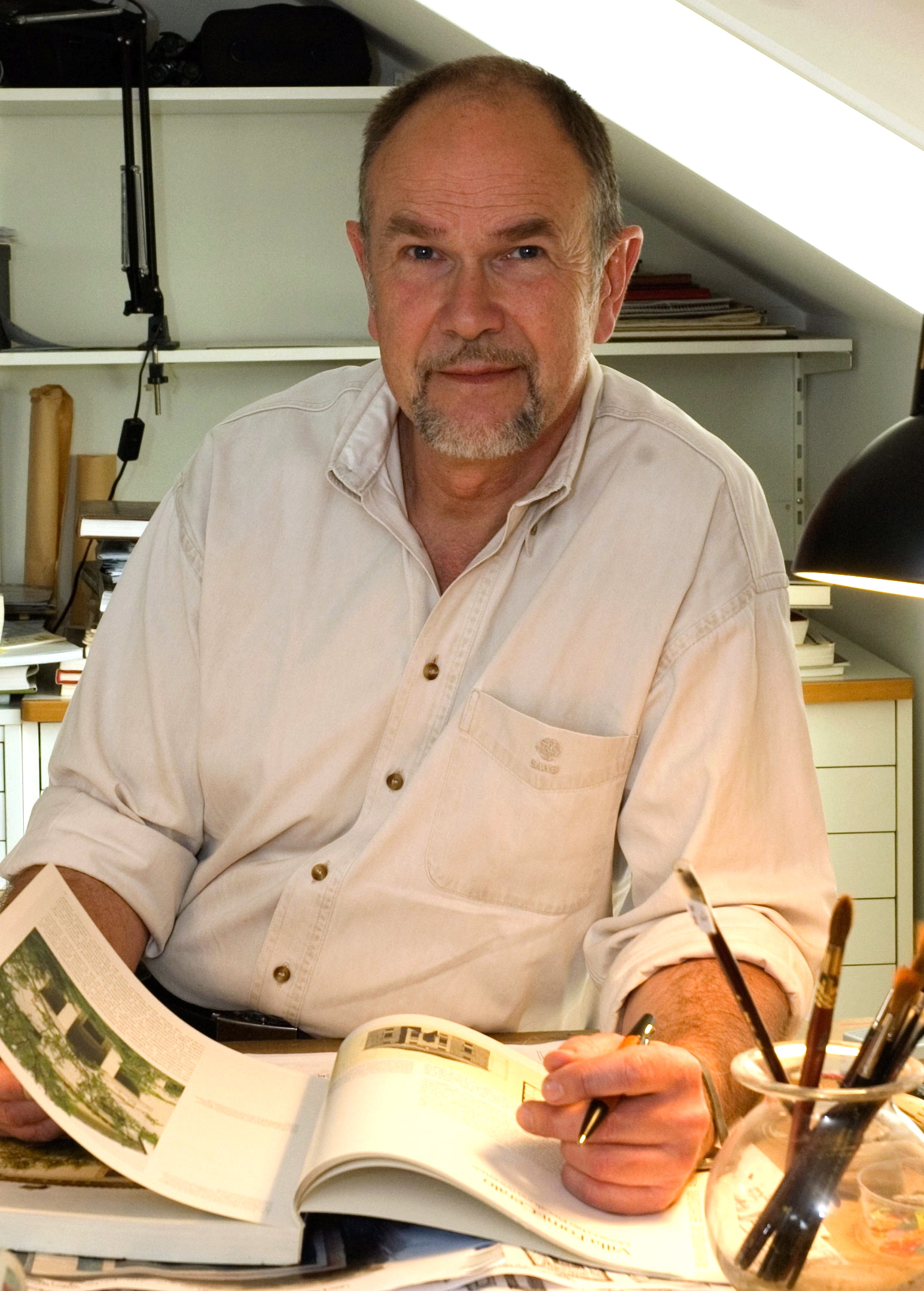
Lars-Åke Thessman fick Operapriset 2007.

Det är Tidskriften Opera:s läsare, som röstar fram vinnaren av det årliga Operapriset bland de fyra nominerade kandidaterna. Priset har delats ut sedan säsongen 1986–87. Det består av 25 000 SEK och statyetten Eldslinga utförd och signerad av ädelsmeden Sigurd Persson. Mångårig sponsor för priset var tidigare AB Volvo. Från 2015 är det Kjell och Märta Beijers Stiftelse, som sponsrar Operapriset.

## Mottagare av Operapriset
Följande personer har hittills tagit emot priset:
- 1986–87 Uno Stjernqvist
- 1987–88 Elisabeth Erikson
- 1988–89 Hillevi Martinpelto
- 1989–90 Bengt Krantz
- 1990–91 Mikael Samuelson
- 1991–92 Lena Nordin
- 1992–93 Katarina Dalayman
- 1993–94 Cecilia Rydinger Alin
- 1994–95 Olle Persson
- 1995–96 Nina Stemme
- 1996–97 Anne Bolstad
- 1997–98 Dilbér Yunus
- 1998–99 Lars-Erik Jonsson
- 1999–2000 Malena Ernman
- 2000–01 Peter Mattei
- 2001–02 Kerstin Avemo
- 2002–03 Katarina Karnéus
- 2003–04 Annalena Persson
- 2004–05 Kjell Ingebretsen
- 2005–06 Terje Stensvold
- 2006–07 Lars-Åke Thessman[11]
- 2007–08 Anna Larsson[12]
- 2008–09 Michael Weinius[13]
- 2009–10 Åke Zetterström[14]
- 2011 Läckö Slottsopera
- 2012 Fredrik Zetterström
- 2013 Malin Byström
- 2014 Daniel Frank
- 2015 Elin Rombo
- 2016 Annlouice Lögdlund[15]
- 2017 Niklas Björling Rygert
- 2018 Ida Falk Winland
- 2019 Ann Hallenberg[16]

## Musikalpriset

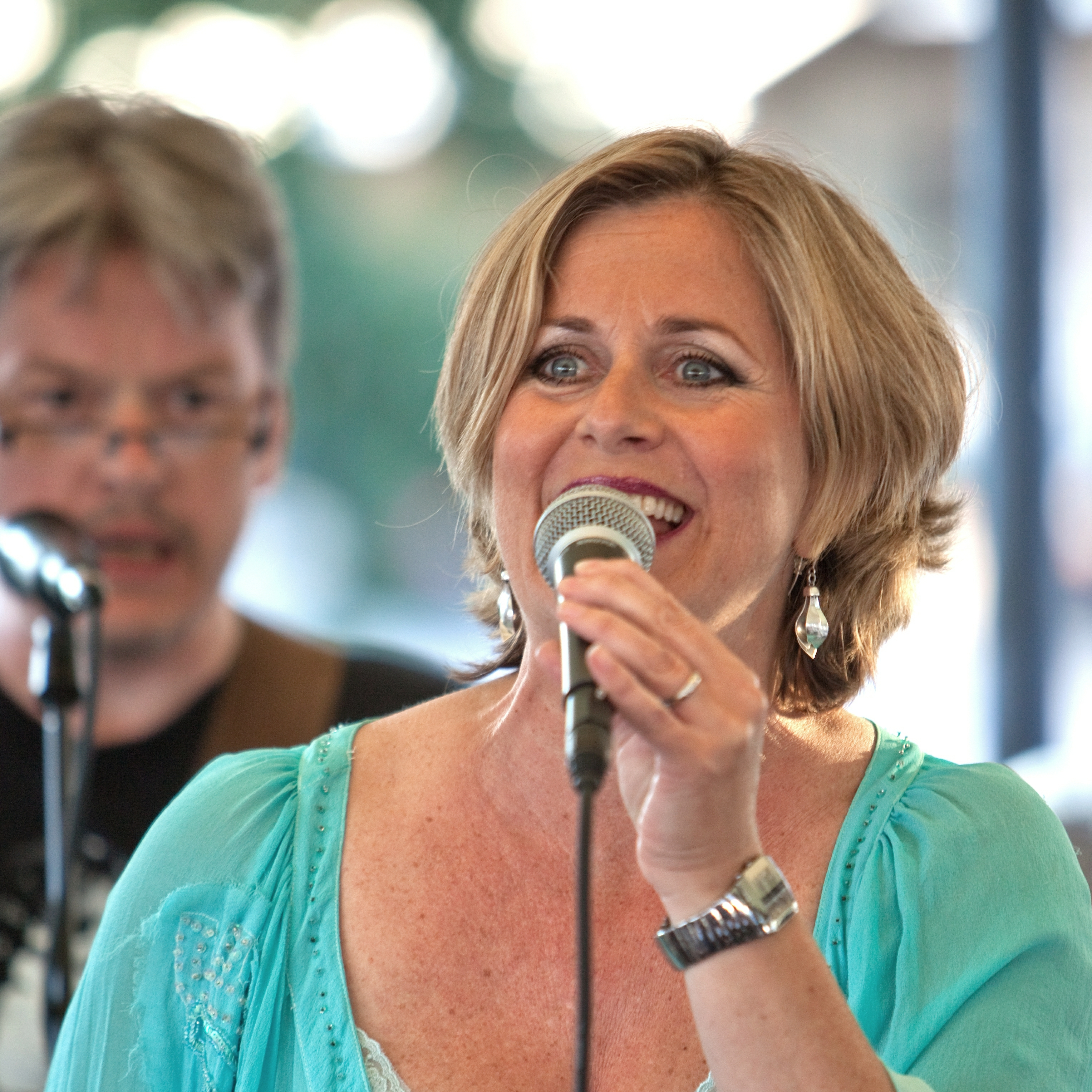
Gunilla Backman fick Musikalpriset 2010.

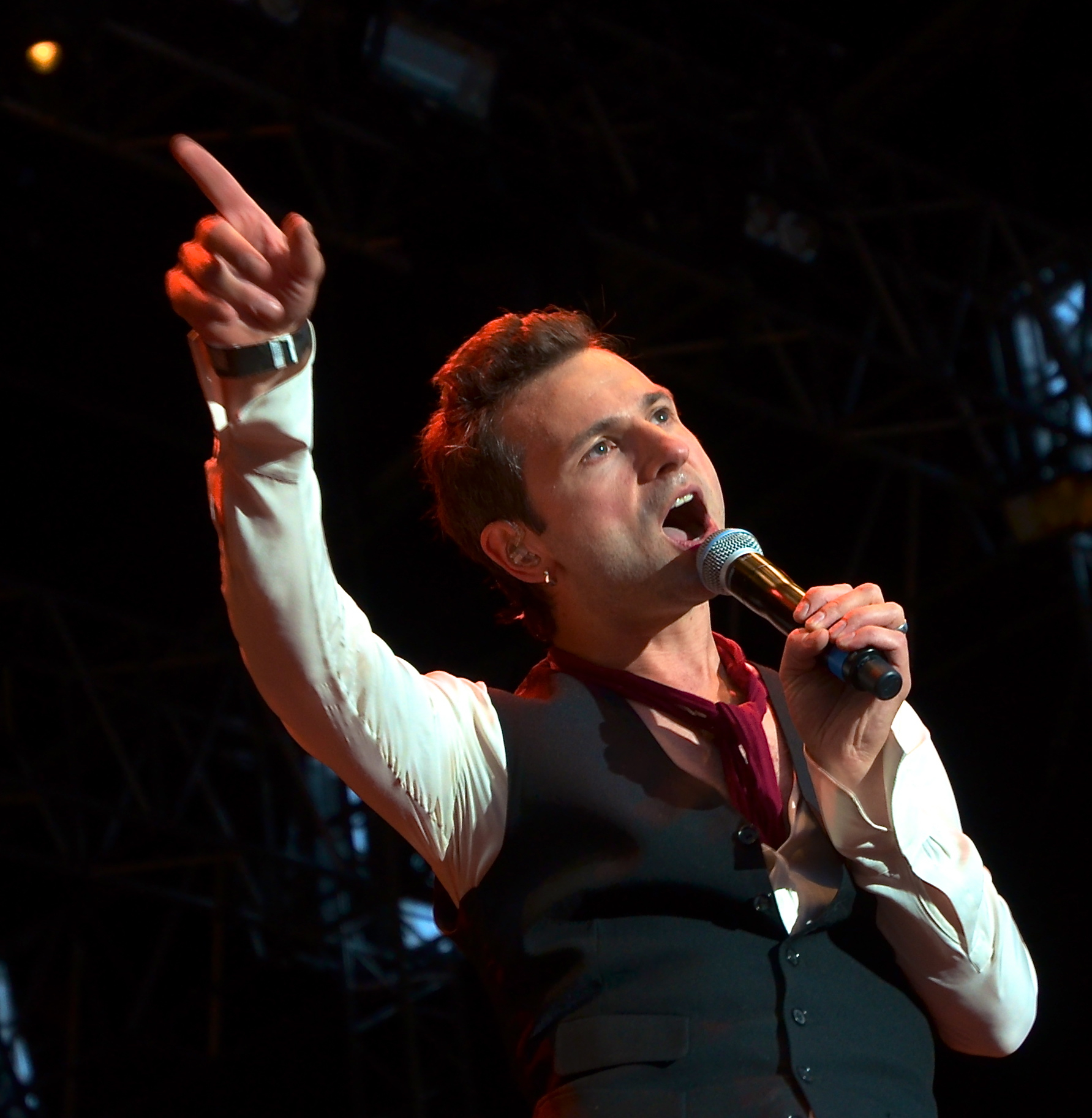
Ola Salo fick Musikalpriset redan 2009.

Musikalpriset instiftades 2009 med SJ som partner och delades ut under fyra år. Juryn bestod av 4-7 personer med en blandning av musikkunniga och musikalintresserade personer, representant från partner och chefredaktören för Tidskriften Opera.
Priset utdelades årligen till en person, som hade utmärkt sig inom musikaler. Bedömningskriterierna som juryn arbetade utifrån var en kombination av musikalisk skicklighet, konstnärlig skicklighet, nyskapande och idéfriskhet samt underhållningsvärde. De musikaler som bedömdes var de som spelats mellan 1 januari och 31 december under prisåret. Musikalpriset utdelades en gång per år till en eller flera personer.

## Mottagare av Musikalpriset
Följande personer har tagit emot priset:
• 2009 Ola Salo för sin roll som Jesus i Jesus Christ Superstar vid Malmö Opera.
• 2010 Gunilla Backman för sin roll som Norma Desmond i Sunset Boulevard vid GöteborgsOperan.
• 2011 Johan Glans för sin roll som Sir Robin i Spamalot vid Oscarsteatern.
• 2012 Loa Falkman och Sven Nordin för sina roller som Albin/Zaza och Georges i La Cage Aux Folles vid Oscarsteatern.